# Jo Roos
Jo Roos (13 de mayo de 1926 – 21 de diciembre de 2010) fue un escultor y pintor sudafricano.
Sus obras más conocidas son los bustos de los exjefes de Estado, incluidos los presidentes Nelson Mandela y Sam Nujoma.
Sus obras han sido expuestas y se conservan en diferentes países.
Falleció el 21 de diciembre de 2010, a los 84 años de edad, tras una larga enfermedad.